# Монтекарели (Фиренца)
Монтекарели је насеље у Италији у округу Фиренца, региону Тоскана.
Према процени из 2011. у насељу је живело 132 становника. Насеље се налази на надморској висини од 514 м.